# 日本生理学会
一般社団法人日本生理学会（にほんせいりがっかい、英: The Physiological Society of Japan）は、生理学に関する学術の進歩発展をはかり，人類の健康増進の充実に寄与することを目的として設立された学会である（定款1条、同3条）。

## 概略
毎年、3月に日本生理学会大会を開催する。第1回大会は1922年に東京大学医学部で開催された。
会員数は、2019年1月10日現在で2813人。2021年1月6日現在で2687人。
一方、2021年10月26日現在で一般会員は1318人であり、評議員は929人であり、学生会員は228人である。更に11人の特別会員、5人の名誉会員が個人会員となっている。
住所は東京都新宿区信濃町35番地　信濃町煉瓦館 一般財団法人　国際医学情報センター内。

## 沿革
- 1922年に設立した[3]。
- 2006年8月に有限責任中間法人になった[7]。
- 2009年3月に一般社団法人となった[7]。
- 2013年3月29日に定款を変更した[7]。

## 日本生理学会大会
- 第98回大会；2021年3月28日～3月30日、ウェブ開催、飛田秀樹大会長、橋谷光大会長[8]

　日本解剖学会総会・全国学術集会と共催
- 第99回大会；2022年3月16日～3月18日、東北大学川内北キャンパス、虫明元大会長、藤井聡大会長[9]
- 第100回大会；2023年3月14日～3月16日、国立京都国際会館、伊佐正大会長[10]

## 機関誌
- 『日本生理学雑誌』（和文誌）年に４回発行[3]
- 『The Journal of Physiological Science』（英文誌）年に７回ウェブ版のみを発行[3]。

## 若手の会

### 活動
日本生理学会若手の会は、下記の活動を行っている。
- サマースクール
- 日本生理学会年次総会若手シンポジウムの開催
- サイエンスカフェの開催
- 若手研究者フォーラムの開催
- 若手交流合宿やスチューデントサイエンティストプログラムの開催

### サマースクール
例年、夏に日本生理学会若手サマースクールを開校する。
- 第15回生理学若手サマースクールは、2015年8月8日～9日に順天堂大学で「神経内分泌」を開催した[12]。

- 第16回生理学若手サマースクールは、2016年8月20日～21日に順天堂大学で「腸内フローラ」を開催した[13]。

- 第17回生理学若手サマースクールは、2017年8月19日～20日に順天堂大学で「基礎生理学講義～今さら聞けない生理学の基礎～」を開催した[14]。
- 第18回生理学若手サマースクールは、2018年8月18日～19日に順天堂大学で「基礎生理学講義～今さら聞けない生理学の基礎～」を開催した[15]。
- 第19回生理学会若手サマースクールは、2019年8月17日～18日に順天堂大学で「自閉症～分子から臨床までの理解と現状～」を開催した[16]。
- 生理学若手ウィンタースクールは、2021年12月11日（土）にオンラインで「情動とその制御メカニズム」を開催する。

2020年度は新型コロナウィルスのため、サマースクールは休校した。2021年度は新型コロナウィルス対策のため、夏でなく、12月にウィンタースクールを開校する。